# Красный круг
«Красный круг» (фр. Le Cercle Rouge) — криминальный триллер режиссёра Жан-Пьера Мельвиля, вышедший в прокат в 1970 году. Режиссёр оттачивает свой стиль до минималистической чёткости (минимум слов, бесстрастный показ убийств).
Эпиграф к фильму гласит: «Сиддхарта Гаутама, Будда, нарисовал круг куском красного мела и сказал: „Если людям, даже незнакомым, однажды суждено встретиться, что бы им ни выпало, как бы ни расходились их пути, в назначенный день они неизбежно сойдутся в красном круге“». Изречение, приписываемое Будде, придумано Мельвилем. Съёмки фильма проходили с 26 января по 13 апреля 1970 года.

## Сюжет
После пяти лет заключения в марсельской тюрьме Коре освобождают раньше срока — начальник тюрьмы предлагает ему «дело». В то же время преступник Фогель, которого комиссар Маттеи сопровождал на ночном поезде Марсель-Париж, выпрыгивает из окна поезда. На Фогеля идет охота, ему удается спрятаться в багажнике машины Коре, который направляется в Париж. Коре помогает Фогелю уйти от преследования и делает его своим компаньоном. Друзья селятся в парижской квартире Коре, но для осуществления преступления по наводке начальника тюрьмы — ограбления ювелирного салона — им нужен третий. Третьим соглашается стать Жансен - спившийся до состояния "белой горячки" бывший полицейский, когда-то чемпион полиции по стрельбе.  Мотивированный участием в многообещающем деле, Жансен берет себя в руки и возобновляет тренировки своих снайперских навыков. Снайпер необходим преступникам для нейтрализации метким выстрелом изощренной системы сигнализации ювелирного салона. Уже вскоре Жансен демонстрирует своим новым партнерам восстановленный уровень своего мастерства - в итоге все готово, чтобы осуществить удачную операцию.  Полиция не оставляет попыток найти Фогеля, Маттеи обращается к Санти — владельцу ночного клуба.

## В ролях
- Ален Делон — Коре
- Бурвиль — комиссар Маттеи
- Джан Мария Волонте — Фогель
- Ив Монтан — Жансен
- Франсуа Перье — Санти
- Робер Фавар — продавец в Mauboussin (фр.)
- Андре Экян — Рико